# Jan Piotrowski
Jan Piotrowski (* 5. ledna 1953, Szczurowa, Polsko) je polský sociolog náboženství a římskokatolický církevní představitel od roku 2014 biskup kielecký.

## Život
V roce 1972 vstoupil do semináře  a v roce 1980 přijal kněžské svěcení. V letech 1985–1991 působil jako misionář v konžském Brazzaville. Následně až do roku 1997 působil v Římě v organizaci Papežského misijního díla šíření víry, studoval misiologii na Institut catholique de Paris a v roce 1997 získal doktorát z misiologie na varšavské univerzitě. V letech 2000–2010 byl ředitelem Papežských misijních děl v Polsku, roku 2004 se stal kaplanem Jeho Svatosti.
Dne 14. prosince 2013 jej papež František jmenoval pomocným biskupem v tarnowské diecézi, následně přijal biskupské svěcení a 11. října 2014 jej papež jmenoval sídlením biskupem kieleckým. V roce 2014 jej kardinál Edwin Frederick O'Brien jmenoval komturem s hvězdou Řádu Božího hrobu.